# Courgivaux
 Courgivaux  es una población y comuna francesa, en la región de Champaña-Ardenas, departamento de Marne, en el distrito de Épernay y cantón de Esternay.

## Demografía
| 327 | 301 | 269 | 231 | 224 | 256 |
| Para los censos de 1962 a 1999 la población legal corresponde a la población sin duplicidades (Fuente: INSEE [Consultar]) |     |     |     |     |     |